# Museo Ángel Mateos
El Museo Ángel Mateos se localiza en el municipio de Doñinos de Salamanca, un ayuntamiento que pertenece al alfoz de Salamanca.  

## Objetivo
La misión del museo es conservar y difundir la obra del escultor salmantino Ángel Mateos Bernal (Villavieja de Yeltes, n. 1931). Ángel Mateos es considerado como el único escultor que ha desarrollado toda su obra en hormigón, material que confiere a su escultura un rotundo carácter monumental y arquitectónico. El autor recibió el Premio de las Artes de Castilla y León 2008 en el que se destacó una «obra independiente con gran personalidad y fuerza expresiva», el jurado también desatacó la «monumentalidad y carácter arquitectónico» de la obra "Inversión VIII", la escultura que conmemora el IV Centenario de la ciudad de Valladolid.
El edificio, que es a su vez una escultura habitable, muestra la colección de más de 170 obras en hormigón, que el escultor Ángel Mateos realizó entre los años 70 y 90 del siglo XX, a lo largo de tres salas que permiten apreciar la evolución de su escultura, desde los planteamientos expresionistas de sus inicios, a la depuración minimalista de sus últimas series.

## Construcción
Las obras del museo comenzaron en febrero de 1997 y finalizaron dos años más tarde, en julio de 1999. En su construcción se emplearon 420 m³ de hormigón y en su inauguración, en mayo de 2002, se bautizó como el Museo del Hormigón, permaneciendo abierto al público durante dos años. En 2018 la familia del escultor constituye una Fundación para gestionar el Museo y el 6 de abril de 2019 reabre sus puertas bajo el nombre definitivo de Museo Ángel Mateos.